# Alice Koch-Gierlichs
Alice Koch-Gierlichs (* 27. Juni 1914 als Alice Gierlichs in Köln; † 21. Oktober 2009) war eine deutsche Künstlerin, die durch Malerei, Glasmalerei und Mosaike, vor allem aber durch Tapisserien Bedeutung erlangte.

## Leben
Koch-Gierlichs war die Tochter von Gustav Gierlichs und Anni Deutz. Nach dem Clara-Fey-Gymnasium in Bad Godesberg besuchte sie 1934 bis 1936 die Kölner Werkschulen. Von 1937 bis 1939 studierte sie an der Werkkunstschule Düsseldorf, 1939 bis 1940 an der Textilfachschule Wuppertal-Barmen. Ihre Meisterprüfung für Gobelinweberei legte sie an der Handwerkskammer Düsseldorf ab. Anschließend wirkte sie bis 1954 als freischaffende Künstlerin. Von 1954 bis 1961 leitete sie die Textilklasse am Werkseminar der Stadt Düsseldorf. Von 1962 bis 1965 war sie wieder als freischaffende Künstlerin tätig, bevor sie bis 1979 als Kunsterzieherin am Städtischen Gymnasium Broich in Mülheim an der Ruhr angestellt war. Danach wurde sie wieder freischaffende Künstlerin. Studienreisen führten sie in die Niederlande, nach Belgien, Frankreich, Spanien, Italien und Griechenland. Verheiratet war sie mit dem Maler Helmut Weitz. Lange lebte sie im Atelierhaus Fritz-Jürgens-Straße 12 der Künstlersiedlung in Düsseldorf-Golzheim. Seit dem 1. Dezember 2004 wohnte sie im Pflegeheim St. Kilian in Esterwegen.

## Werke (Auswahl)
Koch-Gierlichs schuf neben einer Vielzahl von Gemälden, insbesondere Aquarellen, Zeichnungen und Temperabildern, eine Reihe bedeutender Tapisserien als Auftragsarbeiten für die Stadt Düsseldorf, das Land Nordrhein-Westfalen und weitere Institutionen:
- drei große Wandteppiche mit symbolischen Landschaftsdarstellungen der Rheinprovinz im Auftrag von Ministerpräsident Karl Arnold für das damalige Gästehaus der Landesregierung an der Cecilienallee 17 in Düsseldorf
- Vögel im Wald, nach einem Entwurf von Georg Grulich, 1957/1958, Ausführung eines 18 m² großen Wandteppichs für das Landesparlament Nordrhein-Westfalen, Geschenk der Stadt Düsseldorf an den Landtag Nordrhein-Westfalen
- Tal der Steine, 1965, Wandteppich im Auftrag des Kultusministeriums Nordrhein-Westfalen
- Garten Eden, Wandteppich im Auftrag des Regierungspräsidenten Kurt Baurichter
- Schweißtuch der heiligen Veronika, Wandteppich im Auftrag der Kultusministerin Christine Teusch
- Gobelin für die Rheinische Girozentrale Düsseldorf